# 比乔利姆
比乔利姆（Bicholim），是印度果阿邦North Goa县的一个城镇。总人口14913（2001年）。

## 人口
该地2001年总人口14913人，其中男性7707人，女性7206人；0—6岁人口1502人，其中男775人，女727人；识字率79.86%，其中男性为84.13%，女性为75.28%。